# Coelotes palinitropus
Coelotes palinitropus är en spindelart som beskrevs av Zhu och Wang 1994. Coelotes palinitropus ingår i släktet Coelotes och familjen mörkerspindlar. Inga underarter finns listade i Catalogue of Life.